# Paulus-Preis
Der Paulus-Preis ist ein Wissenschaftspreis der Deutschen Meteorologischen Gesellschaft (DMG). Er ist nach Renate und Rudolf Paulus benannt, die den Preis 1998 aussetzten. Der Preis wird alle drei Jahre für die beste Arbeit auf dem Gebiet der Geschichte der Meteorologie im deutschen Sprachraum vergeben.

## Preisträger
- 2001 Stefan Emeis
- 2004 Joachim Pelkowski
- 2007 Hans Steinhagen
- 2010 Lothar Griebel und Rudolf Ziemann
- 2013 Gerhard Stöhr und Rainer Holland
- 2016 Peter Winkler
- 2019 Cornelia Lüdecke
- 2022 Joachim Pelkowski und Peter Winkler
- 2025 Stefan Brönnimann